# 宇都宮師管
宇都宮師管（うつのみやしかん）は、1940年から1945年まで設けられた大日本帝国陸軍の管区で、師管の一つである。前身は第14師管。東部軍管区に属し、関東地方北部の栃木県・群馬県・茨城県と、1941年8月までは長野県も含んだ。防衛・動員などの管区業務を担当する部隊は、第51師団、留守第51師団、第81師団、留守第51師団と変遷した。1945年4月に宇都宮師管区に改称してなくなった。

## 番号の師管から地名の師管へ
師団制を採用してから、師団と師管は同じ番号で対応するのが原則で、関東地方北部では第14師団が第14師管を管轄していた。第14師団が戦争などで平時の衛戍地である宇都宮から離れると、あとには留守第14師団が置かれて、師管の防衛と、師管での徴兵・訓練などの管区業務を引き継いだ。しかし、1940年に第14師団が満州に衛戍地を移し、新設の第51師団が師管を引き継ぐことが決まった。このとき、第51師管を作ることなく、他師管もふくめて一律に地名で呼ぶことになり、1940年7月24日制定（26日公布、8月1日施行）の昭和15年軍令陸第20号による陸軍管区表で、宇都宮師管が置かれることになった。
範囲は栃木県・群馬県・茨城県・長野県の4県である。東京に司令部を置く東部軍管区に属し、師管を県に対応する4つの連隊区に分けた。栃木県には宇都宮連隊区、群馬県には前橋連隊区、茨城県には水戸連隊区で、長野県には松本連隊区である。これら範囲は以前の第14師管と同じである。県境と連隊区の境界が一致するのはこの時点では例外的で、他には弘前師管と善通寺師管があるだけだった。

## 範囲縮小と管轄師団の変遷
1941年7月に、第51師団は満州に派遣されることになり、あとには留守第51師団が置かれて宇都宮管区を引き継いだ。
1941年8月5日制定（7日公布・11月1日施行）の昭和16年軍令陸第20号の陸軍管区表改定で、長野県は金沢師管に移った。
1944年4月4日、昭和19年軍令陸甲第37号により、留守第51師団をもとに第81師団を新設し、これが宇都宮師管の防衛と管区業務に携わった。
ところが3か月後の7月6日には、昭和19年軍令陸甲第77号が出され、第81師団は動員されて管区から離れ、留守第51師団がふたたび臨時動員されて宇都宮師管の防衛等にあたった。

## 師管区への改称
1945年1月22日制定（24日公布、2月11日施行）の昭和20年軍令陸第1号などで、留守師団に管区防衛・動員を委ねる方式を廃止し、師管区を常設の師管区部隊に任せる制度が導入された。4月1日に宇都宮師管は宇都宮師管区となり、留守第51師団が宇都宮師管区部隊に転換した。関東北部3県の範囲は変わらなかった。

## 連隊区の変遷
- 1940年8月1日から1941年10月30日まで[1]
- 宇都宮連隊区 - 栃木県
- 水戸連隊区 - 茨城県
- 前橋連隊区 - 群馬県
- 松本連隊区 - 長野県

1941年11月1日から1945年3月31日まで
- 宇都宮連隊区 - 栃木県
- 水戸連隊区 - 茨城県
- 前橋連隊区 - 群馬県